# Charles W. F. Dick
Charles W. F. Dick (Akron, 1858. november 3. – Akron, 1945. március 13.) az Amerikai Egyesült Államok szenátora (Ohio, 1904–1911).